# Parathyma kasa
Parathyma kasa är en fjärilsart som beskrevs av Moore 1858. Parathyma kasa ingår i släktet Parathyma och familjen praktfjärilar. Inga underarter finns listade i Catalogue of Life.